# Heide Simonis
Heide Simonis z domu Steinhardt (ur. 4 lipca 1943 w Bonn, zm. 12 lipca 2023 w Kilonii) – niemiecka polityk, działaczka Socjaldemokratycznej Partii Niemiec (SPD), parlamentarzystka, w latach 1988–1993 minister finansów w rządzie krajowym Szlezwika-Holsztynu, a w latach 1993–2005 premier tego landu.

## Życiorys
Ukończyła gimnazjum dla dziewcząt, następnie studiowała ekonomię oraz socjologię na Friedrich-Alexander-Universität Erlangen-Nürnberg i na Uniwersytecie Chrystiana Albrechta w Kilonii. Pracowała jako lektor języka niemieckiego na Uniwersytecie w Lusace oraz w Instytucie Goethego w Tokio, była również zatrudniona w dziale marketingu przedsiębiorstwa Triumph International. Po powrocie do Kilonii w latach 1972–1976 zajmowała się doradztwem zawodowym w urzędzie pracy.
W 1969 wstąpiła do Socjaldemokratycznej Partii Niemiec. W latach 1976–1988 sprawowała mandat deputowanej do Bundestagu. W 1988 objęła stanowisko ministra finansów w rządzie landu Szlezwik-Holsztyn, a w 1993 została wicepremierem w kolejnym gabinecie regionalnym. W maju tegoż roku, po dymisji Björna Engholma, została wybrana na nowego premiera kraju związkowego. Reelekcję na ten urząd uzyskiwała po dwóch kolejnych wyborach do landtagu, zasiadając także w krajowym parlamencie. Obowiązki premiera i mandat deputowanej do landtagu wykonywała do 2005.
Od 2005 do 2008 pełniła honorową funkcję przewodniczącej niemieckiego oddziału UNICEF-u. Ustąpiła z niej w związku z zarzutami związanymi z finansowaniem tej organizacji w okresie jej kadencji.